# منطقة باسي تشاروين
منطقة باسي تشاروين (بالإنجليزية: Phasi Charoen District)‏ هي منطقة من مناطق بانكوك. يبلغ عدد سكانها 129559 نسمة وذلك حسب إحصائيات سنة 2013. تبلغ مساحتها 17.834 كم².

الموقع في بانكوك